# Phlepsanus vanduzei
Phlepsanus vanduzei är en insektsart som beskrevs av Ball 1901. Phlepsanus vanduzei ingår i släktet Phlepsanus och familjen dvärgstritar. Inga underarter finns listade i Catalogue of Life.